# Виктор Юшченко
Виктор Андрийович Юшченко (роден на 23 февруари 1954 г.) е украински политик, лидер на коалицията „Наша Украйна“ и президент на Украйна от 2005 до 2010 г. Преди това е министър-председател (1999 – 2001 г.) и ръководи Националната банка на Украйна (1993 – 1999 г.).
Като неформален лидер на украинската опозиционна коалиция, той е един от двамата основни кандидати за президентските избори през 2004 г. в Украйна. Юшченко печели президентския пост след повторни избори между него и премиера Виктор Янукович. Украинският Върховен съд призовава изборите да бъдат повторени, поради широко разпространената изборна измама в полза на Виктор Янукович в първоначалното гласуване. Юшченко печели в прегласуването с 52% срещу 44%. Обществените протести, предизвикани от избирателната измама, изиграват важна роля в президентските избори и довеждат до Оранжевата революция в Украйна.
При опит за убийството му в края на 2004 г., по време на предизборната му кампания, Юшченко поглъща опасни количества тетрахлородибензодиоксин (най-мощният диоксин и съставка на Агент Оранж). Той претърпява обезобразяване в резултат на отравянето, но оттогава е напълно възстановен физически. След уволнението му като премиер Юшченко се противопоставя на президента Леонид Кучма и основава „Наша Украйна“, която на парламентарните избори през 2002 г. става най-популярната политическа сила в страната печелейки 23,57% от гласовете. След избирането на Юшченко през 2004 г. за президентския пост, политическият съюз не успява да повтори същия успех, спечелвайки само 13,95% от гласовете през 2006 г. и 14,15% от гласовете на парламентарните избори през 2007 г. Юшченко не успява да се класира за балотажа по време на украинските президентски избори през 2010 г., като печели едва 5,5% от гласовете. По време на украинските парламентарни избори през 2012 г. Юшченко оглавява избирателния списък на „Наша Украйна“. Партията печели 1,11% от националните гласове и по този начин не успява да спечели парламентарно представителство.

## Ранни години
Виктор Андреевич Юшченко е роден на 23 февруари 1954 г. в Хоруживка, Сумска област, Украински ССР, Съветски съюз, в семейство на учители. Баща му, Андрий Андреевич Юшченко (1919 – 1992 г.), воювал във Втората световна война, е заловен от германските сили и е затворен като военнопленник в серия концентрационни лагери в германския Райх, включително Аушвиц-Биркенау. Той устоява на изпитанието и след завръщането си вкъщи преподава английски език в местно училище. Майка му, Варвара Тимофийовна Юшченко (1918 – 2005 г.), преподава физика и математика в същото училище. Регионът на Сумска област, от където е родом, е предимно украинскоговорещ, което в по-късен етап го отличава от политическите му колеги, за които руският език е майчин. Виктор Юшченко завършва Института по финанси и икономика в Тернопил през 1975 г. и започва да работи като заместник на главния счетоводител в колхоз. След това, от 1975 г. до 1976 г., той служи като войник в района на провинция Кавказ на съветско-турската граница.

## Централен банкер
През 1976 г. Юшченко започва кариера в банковото дело. През 1983 г. става заместник-директор на отдел земеделско кредитиране в Украинска републиканска служба на Държавната банка на Съветския съюз. От 1990 до 1993 г. работи като заместник-председател и първи заместник-председател на АПК Банка Украйна. През 1993 г. е назначен за председател на Националната банка на Украйна. През 1997 г. Върховната Рада, парламентът на Украйна, го преназначава. Като централен банкер Юшченко изиграва важна роля в създаването на националната валута на Украйна (украинска гривня) и създаването на модерна регулаторна система за търговско банкиране. Той успешно преодолява и инвалидизиращата вълна от хиперинфлация, която удря страната. Кара инфлацията да намалее от над 10% до по-малко от 10% и успява да защити стойността на валутата след Руската финансова криза от 1998 г. През 1998 г. той пише теза, озаглавена „Развитието на предлагането и търсенето на пари в Украйна“ и я защитава в Украинската академия по банково дело. По този начин получава докторска степен по икономика.

## Министър-председател
През декември 1999 г. украинският президент Леонид Кучма неочаквано номинира Юшченко за министър-председател, след като парламентът не успява да ратифицира предишния кандидат Валерий Пурстовитенко за един глас. Украинската икономика се подобрява по време на кабинета на Юшченко. Скоро след това неговото правителство, особено вицепремиерът Юлия Тимошенко, се вплита в конфронтация с влиятелни лидери в отраслите за добив на въглища и природен газ. Конфликтът води до гласуване в парламента на вот на недоверие през 2001 г., организиран от комунистите, които се противопоставят на икономическата политика на Юшченко, и от центристките групи, свързани с могъщите „олигарси“ на страната. Гласуването се приема с 263 на 69 гласа и довежда до отстраняването на Юшченко от длъжност.

## Лидер на „Наша Украйна“
През 2002 г. Юшченко става лидер на политическата коалиция „Наша Украйна“, която получава множество места в парламента на изборите през годината. Въпреки това, броят на спечелените места не е мнозинство, а усилията за сформиране на мажоритарна коалиция с други опозиционни партии се провалят. Оттогава Юшченко остава лидер и публично лице на парламентарната фракция „Наша Украйна“. През 2001 г. Юшченко и Юлия Тимошенко създават широк опозиционен блок срещу действащият президент Леонид Кучма, за да спечелят украинските президентски избори през 2004 г.
В края на 2002 г. Юшченко, Александър Мороз (Социалистическа партия на Украйна), Петро Симоненко (Комунистическа партия на Украйна) и Юлия Тимошенко (Блок Юлия Тимошенко) съвместно обявяват „началото на държавна революция в Украйна“. Въпреки че комунистите излизат от съюза, останалите три партии остават съюзени  до юли 2006 г. На 2 юли 2004 г. „Наша Украйна“ и „Блок Юлия Тимошенко“ създават „Силите на народа“ – коалиция, която има за цел да спре „разрушителния процес, който в резултат на настоящите власти се превърна в характерен за Украйна“ като по това време президентът Кучма и премиерът Виктор Янукович са настоящите власти в Украйна. Пактът включва обещание на Виктор Юшченко да номинира Тимошенко за министър-председател, ако Юшченко спечели президентските избори през октомври 2004 г. Юшченко е смятан за умерен политически лидер на опозицията срещу Кучма, тъй като други опозиционни партии са по-малко влиятелни и имат по-малко места в парламента. След като става президент на Украйна през 2005 г., той е почетен лидер на партия „Наша Украйна“. От 2001 до 2004 г. класирането му в популярни проучвания е по-високо от това на президента Леонид Кучма. В по-късни проучвания на общественото мнение, обаче, подкрепата му спада от 52% след изборите през 2004 г. до под 4%.  Въпреки това на парламентарните избори през март 2006 г. партията „Наша Украйна“, водена от премиера Юрий Йехануров, получава по-малко от 14% от националния вот, като заема трето място зад „Партията на регионите" и „Блок Юлия Тимошенко". В анкета за социални изследвания между 27 юли и 7 август 2007 г. повече от 52% от анкетираните заяват, че не вярват на Юшченко. 

## Президентски избори 2004 г.
През 2004 г., когато мандатът на президента Кучма приключва, Юшченко обявява независима кандидатура за президент. Основният му съперник е премиерът Виктор Янукович. От своя мандат като премиер Юшченко леко модернизира политическата си платформа, добавяйки социално партньорство и други либерални лозунги към по-старите идеи за европейска интеграция, включително присъединяването на Украйна към НАТО и борба с корупцията. Поддръжниците на Юшченко се организират в избирателна коалиция „Народна Сила“, която той и неговите политически съюзници предвождат с коалиция „Наша Украйна“ като основна съставна сила. Юшченко изгражда кампанията си на базата на лична комуникация с гласоподавателите, тъй като правителството възпрепятства повечето големи телевизионни канали да осигурят равноправно покритие на кандидатите. Междувременно неговият съперник Янукович често се появява в новините и дори обвинява Юшченко, чийто баща е войник от Червената армия, арестуван в Аушвиц, за „нацист“, въпреки че Юшченко активно се обръща към еврейската общност в Украйна и за майка му се твъди, че е рискувала живота си, като е укривала три еврейски момичета за година и половина по време на Втората световна война.

### Отравяне с диоксин
Кампанията често бива горчива и насилствена. Юшченко се разболява сериозно в началото на септември 2004 г. Той бива настанен в клиниката в Рудолфинехаус във Виена за лечение и диагностициран с остър панкреатит, съпроводен с междинни едематозни промени поради сериозна вирусна инфекция и наличие на химически вещества в организма, които обикновено не се срещат в хранителните продукти. Юшченко заявява, че е бил отровен от правителствени агенти. След заболяването лицето му е обезобразено (жълтеникаво, подуто и помръкнало). Британският токсиколог професор Джон Хенри от болница „Св. Мери“ в Лондон заявява, че промените в лицето на Юшченко се дължат на хлоракне, което е следствие от диоксиновото отравяне. Холандският токсиколог Брам Бруер заявява, че промените във външния му вид са резултат от хлоракне и са открити нива на диоксин в кръвта на Юшченко 6000 пъти над нормалното. На 11 декември д-р Майкъл Зимпфер от клиника „Рудолфинера“ заявява, че Юшченко е погълнал тетрахлородибензодиоксин и е имал 1000 пъти по-голяма концентрация в тялото си. Не всички в медицинската общност се съгласяват с тази диагноза, включително и главния медицински директор на клиниката д-р Лотар Уик, който заявява, че няма признаци на отравяне, различно от тежкото хлоракне, което се вижда на лицето на Юшченко и твърди, че поради несъгласието си е бил принуден от поддръжници на политика да подаде оставка. Твърденията на Уик довеждат до някои въпроси относно истинността и мотивите на Юшченко. Много хора свързват отравянето на Юшченко с вечеря с група висши украински служители (включително Володимир Сатчук), която се провежда на 5 септември. От 2005 г. Юшченко е лекуван от екип от лекари, ръководен от професор Жан Саарат от Женевската болница. Анализът на телесните течности и тъкани на Юшченко предоставя полезна информация за токсикокинетиката на тетрахлородибензодиоксина и неговите метаболити при човека. През юни 2008 г. в интервю за Би Би Си Давид Жвания, бивш политически съюзник на Юшченко, дискредитиран агент на Москва и бивш министър в първото правителство на Тимошенко, заявява, че Юшченко не е бил отровен през 2004 г., а лабораторните резултати са били фалшифицирани. Самият Юшченко обвинява Давид Жвания, кръстник на едно от децата му, за участие в отравянето с диоксин. През август 2009 г. „The Lancet“ публикува научна статия на швейцарски и украински изследователи относно мониторинга, формата, разпределението и отстраняването на 2,3,7,8-тетрахлордибензодиоксин (TCDD) в организма на Юшченко във връзка с тежкото му отравяне. Нивата на TCDD за 2004 г. в кръвната проба на Юшченко са 50 000 пъти по-високи от тези в общото население.. Това ново проучване също стига до извода, че диоксинът „е толкова чист, че определено е бил направен в лаборатория“.
На 27 септември 2009 г. Юшченко заявява в интервю, излъчено по Канал 1 + 1, че свидетелствата на трима мъже, които са присъствали на вечерята през 2004 г., по време на която смята, че е бил отровен, е от решаващо значение за приключването на разследването, като заявява, че тези хора към момента са в Русия. Украински прокурори заявяват, че Русия е отказала да екстрадира един от мъжете, бивш заместник-началник на службата за сигурност на Украйна (Володимир Сатчук), защото притежава руско и украинско гражданство. След пристигането си в Русия, Сатчук получава руско гражданство, което го защитава от екстрадиция.

### Безпрецедентните три кръга на гласуване
На първоначалното гласуване, проведено на 31 октомври 2004 г., Юшченко получава 39,87% от гласовете, изпреварвайки своя опонент Янукович (39,32%). Тъй като никой от кандидатите не достига 50% мнозинство, необходимо за окончателна победа, се провежда втори тур на изборите на 21 ноември 2004 г. Въпреки регистрираните 75% избирателна активност, наблюдатели съобщават за множество нередности и злоупотреби в цялата страна като организиране на повторно (многократно) гласуване и попълване на допълнителни бюлетини за Янукович след затварянето на избирателните секции. Резултатите от екзит пола поставят Юшченко напред в западните и централните провинции на страната, а според една анкета преднината му е от 11%. Въпреки това, окончателният официален резултат отсъжда победа за Янукович с 3% преднина.
Твърденията за изборни измами и несъответствието между екзит пола и крайния резултат подканват Юшченко и неговите поддръжници да откажат да признаят резултатите. След тринадесет дни от масови народни протести в Киев и други украински градове, станали известни като Оранжевата революция, Върховният съд отменя резултатите от изборите и насрочва повторно гласуване на балотажа за 26 декември 2004 г. Юшченко провъзгласява победа за опозицията и заявява увереността си, че ще бъде избран с най-малко 60% от гласовете. Той печели повторното гласуване, но с 52% от вота.

## Президентство

### Встъпване в длъжност
На 23 януари 2005 г. се провежда встъпването в длъжност на Виктор Юшченко като президент на Украйна. На събитието присъстват различни чуждестранни високопоставени лица, включително:
- Арнолд Рютел, президент на Естония
- Адриен Кларксон, генерал-губернатор на Канада
- Вайра Вике-Фрайберга, президент на Латвия
- Владимир Воронин, президент на Молдова
- Александър Квашневски, президент на Полша
- Траян Бъсеску, президент на Румъния
- Иван Гашпарович, президент на Словакия
- Ференц Мадъл, президент на Унгария
- Артур Расизаде, министър-председател на Азербайджан
- Ян Петер Балкененде, министър-председател на Холандия
- Яп де Хоп Схефер, генерален секретар на НАТО
- Нино Бурджанадзе, председател на парламента на Грузия
- Артурас Паулаускас, председател на парламента на Литва
- Колин Пауъл, държавен секретар на САЩ
- Вук Драшкович, министър на външните работи на Сърбия и Черна гора
- Сергей Миронов, председател на Съвета на Федерацията на Русия[28]
- Специален гост Вацлав Хавел, бивш президент на Чехия

### Президент
Първите 100 дни от мандата на Юшченко (23 януари 2005 – 1.05.2005 г.) са белязани от множество уволнения и назначения на всички нива на изпълнителната власт. Той назначава Юлия Тимошенко като премиер, като назначаването е ратифицирано от парламента. Александър Зинченко е определен за ръководител на президентския секретариат с титла на държавен секретар. Петро Порошенко, свиреп конкурент на Тимошенко за поста на министър-председател, бива назначен като секретар на Съвета за сигурност и отбрана. През май 2005 г. Украйна е домакин на конкурса Евровизия, провеждащ се в столицата Киев. Някои коментатори определят появата на Юшченко на сцената в края на събитието като „недостойна“ в опит да спечели политически дивиденти. През 2005 г. Юшченко, уверено обещава разрешаването на въпроса Гонгадзе за отстраняването на руския флот в Черно море. През август 2005 г. Юшченко и грузинският президент Михаил Саакашвили подписват „декларация за защита на свободата и демокрацията в региона“, която призовава за създаване на институция за международно сътрудничество – Общност на демократичния избор (ОДИ), с цел да обедини зародилите се демокрации в региона около Балтийско, Черно и Каспийско море. Първата среща на президентите и лидерите от региона за обсъждане на ОДИ се провежда между първи и втори декември 2005 г. в Киев.
Според бившия председател на службата за сигурност на Украйна Александър Турчинов, през лятото на 2005 г. Юшченко предотвратява разследване на измамни практики в транспортирането на туркменистански природен газ за Украйна, както и ареста на Юрий Бойко, ръководителя на Нафтогаз, за злоупотреба със служебно положение.

### Освобождаване на членове от Оранжевата революция
На 8 септември 2005 г., Юшченко уволнява своето правителство, начело с Юлия Тимошенко, след оставки и твърдения за корупция. На 9 септември, действащият премиер Юрий Ехануров опитва да сформира ново правителство. Първият му опит, на 20 септември, не съумява с липсата на три гласа от необходимите 226, но на 22 септември парламентът ратифицира неговото правителство с 289 гласа. През септември 2005 г. бившият президент Леонид Кравчук обвинява руския магнат в изгнание Борис Березовски за финансиране на президентската предизборна кампания на Юшченко, като прилага копия на документи, показващи парични преводи от фирми, контролирани от Березовски, към дружества контролирани от официалните спонсори на Юшченко. Березовски потвърждава, че се среща с представители на Юшченко в Лондон преди изборите, както и че паричните преоводи са от негови компании, но отказва да потвърди или отрече, че сумите са използвани за кампанията на Юшченко. Финансирането на предизборни кампани от чужденци е незаконно в Украйна. През август 2006 г. Юшченко назначава някогашния му опонент в президентската надпревара, Виктор Янукович, за министър-председател. Това се разглежда като опит за сближаване с Русия.

### Първо разпускане на парламента
На 2 април 2007 г. Юшченко подписва заповед за разпускане на парламента и назначава предсрочни избори. Някои смятат, че заповедта за прекратяване е незаконна, защото нито едно от условията, формулирани в съответствие с член 90 от Конституцията на Украйна, относно правомощията на президента за разпускане на законодателния орган, не е било изпълнено. Противници на Юшченко твърдят, че той се опитва да узурпира функциите на Конституционния съд, като използва като претекст твърдението, че парламентът нарушава конституцията; парламентът обжалва пред Конституционния съд и обещава да се придържа към решението му. Междувременно парламентът продължава да функционира и забранява финансирането на нови избори в очакване на решението на Конституционния съд. Кризата ескалира след провеждането на протести. През май 2007 г. Юшченко незаконно уволнява трима членове на украинския Конституционен съд, предотвратявайки съда да се произнесе относно конституционосъобразността на указа за разпускане на парламента на Украйна.

### Второ разпускане на парламента (2007) и конфликт с Тимошенко (2008 – 2009)
Юшченко отново се опитва да разпусне парламента на 9 октомври 2008 г. като обявява, че парламентарните избори ще се проведат на 7 декември. Указът на Юшченко бива спрян и оттогава е просрочен. В защита на действията си Юшченко казва: „Аз съм дълбоко убеден, че направих демократична коалиция, която бе разрушена от едно-единствено нещо – човешки амбиции.“ Политическите групи, включително членове на собствената му партия „Наша Украйна“ оспорват изборното постановление и обещават да го оспорят в съда.
През декември 2008 г. след задкулисен бунт от членове на „Наша Украйна“ – се образува ревизирана коалиция между членовете на Наша Украйна – Блок Народна Самоотбрана, Блок на Юлия Тимошенко и Литвин Блок, което води до увеличаване на размера на управляващата коалиция с още 20 члена. Юшченко, в отговор на журналистически въпрос, заявява: „Истината е, че тази така наречена коалиция, която се образува на базата на политическа корупция, ще бъде в състояние да работи само ако Комунистическата партия се присъедини към нея. Говорейки за такъв тип коалиция, става още по-срамно.“ Виктор Юшченко заявява също, че желанието на Юлия Тимошенко да запази поста си като министър-председател, е основният мотив за създаването на коалицията и неговото желаение е да отсрани от парламента депутатите от Блок Народна Самоотбрана, които подкрепят създаването ѝ. Юшченко заявява (19 март 2009 г.), че конфликтът му с Тимошенко не се дължи на лични различия, а на непълнотата на конституционните реформи от 2004 г. От 23 юли 2009 г., според Конституцията на Украйна, президентът не може да разпуска парламента в оставащите шест месеца от петгодишния му мандат, който приключва на 23 януари на 2010 година.

## Президетнски избори 2010 г. и по-нататъшна кариера

### Президентски избори 2010 г.
На 10 ноември 2009 г. Виктор Юшченко е номиниран за втори мандат като президент, като изборите се провеждат на 17 януари 2010 г. В края на ноември 2009 г. той заявява, че ще напусне политиката след втория си мандат. По време на кампанията си Юшченко твъди за неговите колеги, че: „Тимошенко и Янукович не са идеолози, които се грижат за съдбата на Украйна и нейните интереси. Тези двамата са политически авантюристи“; както и че независимостта и суверенитета на Украйна в момента са по-застрашени отколкото в последните пет – десет години. Първият тур на изборите се провежда на 17 януари 2010 г. и Юшченко се срива до пето място с едва 5,45% от гласовете. Неговият резултат се превръща в най-лошия такъв спрямо този на всеки друг президент на власт в историята на страната. Юшченко заявява, че иска да продължи да защитава демокрацията в Украйна и че желае да се върне на президентския пост. На 22 януари 2010 г., все още бидейки действащ президент на Украйна, Юшченко официално реабилитира една от най-противоречивите фигури на Украйна от Втората световна война – лидера на ултранационалистите Степан Бандера и го удостоява със званието „Герой на Украйна“. Оперирайки в западния регион на Украйна, известен като Галисия, от 1930 до 1950 г., военната организация на Бандера приема автентични националистически символи, избива евреи и насърчава „етнически шовинизъм“ в преследване на целта си за създаване на независима украинска държава. Решението на Юшченко незабавно води до международен отзвук и бива осъждано от Европейския парламент, руски, полски и еврейски организации, и също така бива обявено за незаконно от следващото украинско правителство със съдебно решение от април 2010 г. През януари 2011 г. званието официално е отнето. На балотажа на президентските избори в Украйна Юшченко не подкрепя никой от кандидатите (Виктор Янукович и Юлия Тимошенко). Юшченко приписва ниската си популярност на придържането му към принципите си. „Украйна е европейска демократична страна“ – заявява в избирателната секция. „Това е една свободна нация и свободен народ“. През следващите дни той казва, че: „Украйна не разполага с приличен избор“ относно смяната му. „И двамата кандидати са отчуждени от националните, европейските и демократичните ценности. Не виждам принципна разлика между тях.“ Въпреки това, ниският му рейтинг може да се припише на мълчаливата подкрепа за бившия му противник Янукович, между първи и втори тур. Юшченко премахва Харков и Днипропетровск – управници, които изразяват подкрепа за Тимошенко и отказват да предоставят административни ресурси за кампанията на Янукович. Юшченко не присъства на церемонията по встъпване в длъжност на президента Янукович. На 10 март 2010 Юшченко посочва, че бъдещите му планове до голяма степен ще зависят от представянето на Янукович. Ден по-рано бившият съюзник на Юшченко, и по-късно противник, Юлия Тимошенко, става лидер на демократичната опозиция. Юшченко предупреждава, че лидерството ѝ ще завърши с катастрофа, отбелязвайки: „Всяка политическа сила, обединила се с Тимошенко, е завършила зле.“  На 31 май 2010 г. Юшченко заявява, че Юлия Тимошенко е неговата „най-лоша грешка“: „Най-сериозната грешка е, че два пъти ѝ е дадена власт".

### По-нататъшна кариера, включително парламентарни избори 2012 г.
На 18 април 2010 г. Юшченко и съпругата му (заедно с президента Янукович и бившия министър-председател Тимошенко) пътуват до Полша, за да присъстват на погребението на президента Лех Качински в Краков. Поради вулканичните изригвания в Исландия и последвалите широко блокирани въздушни пътища в Европа, Юшченко пътува с кола от Киев. Юшченко свидетелства срещу бившия си съюзник Юлия Тимошенко по време на делото ѝ относно договора за природен газ от 2009 г., по който тя посредничи с Русия – дело, което той определя като „нормален съдебен процес“. Юшченко се разграничава от върховния представител за външната политика на ЕС-Катрин Аштън, която заявява в изявление, че присъдата на Тимошенко показва „избирателна справедливост в политически мотивираните съдебни преследвания“. Края на септември 2011 г. Юшченко заявява, че възнамерява да се кандидатира за парламента като представител на „Наша Украйна“ в украинските парламентарните избори през 2012 година. В средата на февруари 2012 г. Юшченко заявява, че е готов да вземе участие в тези избори в листа на обединената опозиция, но не и в мажоритарен избирателен район. В този вот Юшченко оглавява листата на „Наша Украйна“, като партията печели 1,11% от националните гласове и нито един избирателен район и по този начин не успява да спечели парламентарно представителство. През февруари 2013 г. Юшченко възнамерява да се кандидатира за следващите президентски избори (по това време планирани да се проведат през 2015 г.).

#### Евромайдан и избори 2014 г.
През март 2014 г. в интервю за френската радиостанция „Европа 1“ Юшченко заявява, че подкрепя евромайдан протестите и се противопоставя на руската намеса в Крим, отбелязвайки, че според него: „Путин мечтае за реконструкция на съветската империя под шапката на Русия. Той е толкова обсебен от това, че не разбира властовия баланс“. Той също заявява, че: „Крим не е руски, а по-скоро украински“.
По отношение на президентските избори през 2014 г. Юшченко изразява своята подкрепа за Виталий Кличко, а Тимошенко описва като „кандидата на Москва“.  Самият Юшченко не се кандидатира в тези избори. 

## Политически позиции
На 31 март 2009 г., в речта си пред народа, Юшченко предлага широкообхватни промени в правителствената реформа, както и икономически и социален план за подобряване на настоящите икономически условия в Украйна. Тя също цели да отговори на постоянните структурни проблеми в политическата система на страната. Предложението, което Юшченко нарича: „следващата голяма крачка напред за справедливост и просперитет на Украйна“, включва следните промени:
- Възстановяване на финансовата стабилност в страната чрез прилагане на реформите на Международния валутен фонд и балансиране на бюджета
- Премахване на парламентарния имунитет
- Справедлива пенсионна система, базирана на броя натрупан годишен стаж и заплата
- Приемане на реалистичен държавен бюджет за 2009 г., който цели да намали инфлацията и да стабилизира гривнята
- Държавата да поеме отговорност за нестабилните банки
- Възстановяване на селските региони чрез премахване на държавната намеса в селскостопанското производство
- Насърчаване на износа на украинската продукция, с цел увеличаване на продажбите на местните производители
- Членство в ЕС и увеличаване на търговията, като същевременно се подобряват политическите и икономическите отношения с Русия
- Да се позволи на гласоподавателите да избират членове на парламента от районите, в които живеят
- Отваряне на партийни листи за парламентарни и местни избори
- Създаване на двукамарен парламент, чрез което да се осигури стабилност в законодателната област
- Намаляване на броя на членовете на парламента

Юшченко също така се застъпва за членство на Украйна в НАТО и е против насърчаването на руския език като втори държавен език в страната. Според Юшченко доброто бъдеще за страната е невъзможно без национално единство, също така се придържа към формирането на единна православна църква в Украйна, като по този начин цели да обедини настоящите три клона на православната църква в държавата (Украинската православна църква на Московската патриаршия – единствената призната от световната православна общност; Украинската православна църква на Киевската патриаршия и Украинската автокефална православна църква). Действията на Украинската въстаническа армия биват възхвалявани от Юшченко, като той се опитва да даде на антисъветските партизани, воювали през Втората световна война, статут на ветерани от войната. Според Юшченко трудностите в отношенията между Украйна и Русия се пораждат от следването на различни направления и разликите в ценностната система. Той смята, че: „войната между Русия и Грузия от август 2008 г. представлява заплаха, която европейските лидери все още не са засегнали“. Той призовава за разграничаване на границите между Русия и Украйна, което се проточва от Русия след като Украйна става независима от Съветския съюз през 1991 г. По време на кампанията за украинските президентски избори през 2010 г. Юшченко заявява, че влиянието на Русия отново е фактор за предстоящите избори и предупреждава за намеса от Москва при разпространението на руски паспорти до жителите на Крим. Заявява също (на 10 декември 2009 г.), че: „Русия е приятелска страна и би било голяма грешка Украйна да загуби тези отношения или да забави тяхното развитие. Вярвам, че ще се появят политици в Русия, които ще зачитат правата на всички съседи, включително и на Украйна“. Президентската избирателна програма на Юшченко за 2010 г. обещава безвизово пътуване в ЕС, оттегляне на Черноморския флот на Руската федерация до 2017 г. и „активен диалог с всички съседи на Украйна въз основа на принципите на равните права, добросъседските отношения и взаимното доверие“. Не се споменава за членство в НАТО. Юшченко също вярва, че украинската финансова криза от 2008 – 2009 г. може да бъде решена с помощта на реконструкция, включително реконструкция на пътищата. Освен това програмата предвижда забраняването на предварително събиране на данъци, връщането на невъзстановен ДДС, създаването на еднакви данъчни правила за всички и спирането на намесата на правителството в определени предприятия и цели сектори на икономиката. Юшченко счита отворената листа на кандидатите за парламентарни избори като едно от условията за ликвидиране на корупцията.

## Семеен и личен живот
През 1977 г. Юшченко се жени за Светлана Ивановна Колесник, с която имат две деца и трима внуци:
- Виталина (родена на 15 април 1980 г.), омъжена за Алексий Кхакльов (директор на фабриката за хартия „Tar-paper“ в Славута, Хмелницка област). Имат две деца.
- Андрий (1985 г.) женен за Елисавета Ефросина (1981 г.). Имат дъщеря.

През 1998 г. Юшченко се жени за Катерина Чумаченко, с която има три деца. Тя е украино-американка, родена в Чикаго, завършила икономика от Джорджтаунския университет и е магистър по икономика в Чикагския университет. Също така е учила в украинския институт към университета в Харвард. Нейната автобиография включва работа в Украинския конгресен комитет на Америка, в Бюрото за човешки права и хуманитарни въпроси към Държавния департамент на САЩ, в Белия дом на Рейгън, в Министерството на финансите на САЩ и в Съвместния икономически комитет на Конгреса. В Украйна за първи път работи с Фондация САЩ-Украйна, а след това като директор на страната за „KPMG Barents Group“. Тя оглавява фондацията „Ukraine 3000“, която насърчава гражданското общество, в частност благотворителност и корпоративна отговорност. Фондацията изпълнява програми в областта на детското здраве, интегриране на хората с увреждания, подобряване на образованието, подкрепа на културата и изкуствата, публикуване на книги и изследване на историята, особено на периода Гладомор. От 1995 до 2005 г. тя работи в тясно сътрудничество с „Приятелі дітей“, организация, която помага на украинските сираци. Критикувана от съперниците на съпруга ѝ за американското ѝ гражданство, през март 2005 г., Катерина става украински гражданин и се отказва от американското си такова, както се изисква от украинското законодателство. По време на предизборната кампания през 2004 г. тя е обвинена, че упражнява влияние от името на Американското правителство относно решенията на съпруга си, като техен служител или дори агент на ЦРУ. Руски държавен телевизионен журналист я обвинява преди това в ръководенето на проект в САЩ, който да помогне на Юшченко да завземе властта в Украйна. През януари 2002 г. тя печели дело за клевета срещу този журналист. През 2001 г. украинският канал „Интер“, известен с антикампаниите си срещу Юшченко, повторя обвиненията, но през януари 2003 г. тя печели дело за клевета и срещу този канал.
Като практикуващ член на украинската православна църква, Юшченко често подчертава важната роля на религиозните си убеждения за живота и света. Юшченко е критикуван, че използва много думи от руски произход, когато говори украински. Основните му хобита са украинската традиционна култура (включваща изкуство, керамика и археология), алпинизъм и пчеларство. Той се стреми да рисува, да събира антики, фолклорни артефакти, украински национални носии и да възстановява предмети на културата от Трипиля. Всяка година изкачва Говерла, най-високият връх на Украйна. След преглед, в който лекарите го определят като здрав, въпреки отравянето с диоксин, той отново изкачва успешно върха на 16 юли 2005 г.
Въпреки че Юшченко вече не работи за украинската държава, като бивш президент на Украйна, той продължава да живее в държавната вила в Конча-Заспа. Бившият украински президент Петро Порошенко е кръстник на децата на Юшченко.

## Културно-политически имидж
Като политик, Виктор Юшченко е както проевропейски настроен, така и националистически. Той се застъпва за преместването на Украйна в посока към Европа и НАТО, насърчаване на реформите на свободния пазар, запазване на украинската култура, възстановяване на важни исторически паметници и запомняне на историята на Украйна, включително Гладомор от 1932 – 1933 г. Неговите опоненти (и съюзници) понякога го критикуват за нерешителност и потайнственост, докато застъпниците наблягат на отдадеността на Юшченко към работата в екип, консенсуса и преговорите. Той често е обвиняван, че не е способен да формира единен екип без вътрешни кавги.
Посланикът на САЩ в Украйна Джон Ф. Тефт описва Юшченко, в документ открит по време на изтичането на информация от дипломатическия канал на САЩ, като дискредитиран сред населението поради – неговата слабост в ръководството, непрекъснати конфликти с Юлия Тимошенко, ненужна враждебност към Русия и неговите амбиции в НАТО. Бившият министър на вътрешните работи на Юшченко, Юрий Луценко, го обвинява, че предава Оранжевата революция и довежда Виктор Янукович на власт.През декември 2011 г. руският премиер Владимир Путин заявява, че организаторите на руските протести през 2011 г. са бивши (руски) съветници на Юшченко по време на неговото президентство и прехвърлят Оранжевата революция в Русия.

### Проучвания на общественото мнение
През 2008 г. популярността на Виктор Юшченко се понижава до по-малко от 10%. Според проучване, проведено от Международния институт по социология в Киев, между 29 януари и 5 февруари 2009 г. малко над 70% от украинските гласоподаватели вярват, че Юшченко трябва да напусне поста си, докато малко над 19% вярват, че трябва да остане. На въпрос дали Юшченко трябва да бъде подведен под отговорност, над 56% от анкетираните подкрепят, а почти 27% са против. Според проучване на общественото мнение, проведено от ФОМ-Украйна между септември-октомври 2009 г., 88,5% от анкетираните не подкрепят действията на Юшченко като президент, докато 6,7% ги приветстват. Проучване на Центъра за изследвания „Разумков“, проведено през октомври 2011 г., твърди, че 80% от украинците не подкрепят неговите действия. Това е най-високата отрицателна оценка, на който и да е украински политик.

## Почести и награди
- Голям командирски кръст от Орден Три Звезди (Латвия, 2006 г.)
- Голям кръст със златна верига от Орден Витаутас Велики (Литва, 2006 г.)[97]
- Голям рицарски кръст от Орден Крал Томислав („За изключителен принос за насърчаване на приятелството и сътрудничеството за развитие между Република Хърватия и Украйна“) (6 юни 2007 г.)
- Голям кръст от Орден Полония Реститута (Полша, 2009 г.)
- Орден „За заслуги“ трета степен (Украйна, 1996 г.)
- Медал на свободата – Американски конституционен център, Филаделфия (САЩ, 2005 г.)
- Орден Гейдар Алиев (Азербайджан, 2008 г.)
- Орден на Бялата роза на Финландия (2006 г.)
- Орден на Златното руно (Грузия, 2009 г.)
- Орден на победата на Свети Георги (Грузия, 2009 г.)
- Орден на Белия орел (Полша, 2005 г.)
- Кралски орден на Серафимите (Швеция, 2008 г.)
- Орден за заслуги на Унгарската република (2008 г.)
- Квадрига (Германия, 2006 г.)

Мъж на годината (2004 г.) от списание „Wprost“. Включен в годишната класация на 100-те най-влиятелни личности в света на списание „Time“ (2005 г.).
Доктор хонорис кауза на Националния университет в Киев – Могила академия (1996 г.), Университета Мария Кюри – Склодовска (2000 г.) и Католическия университет в Люблин (2009 г.). Почетен член на Академията на науките в Молдова.